# Рибкін Борис Аркадійович

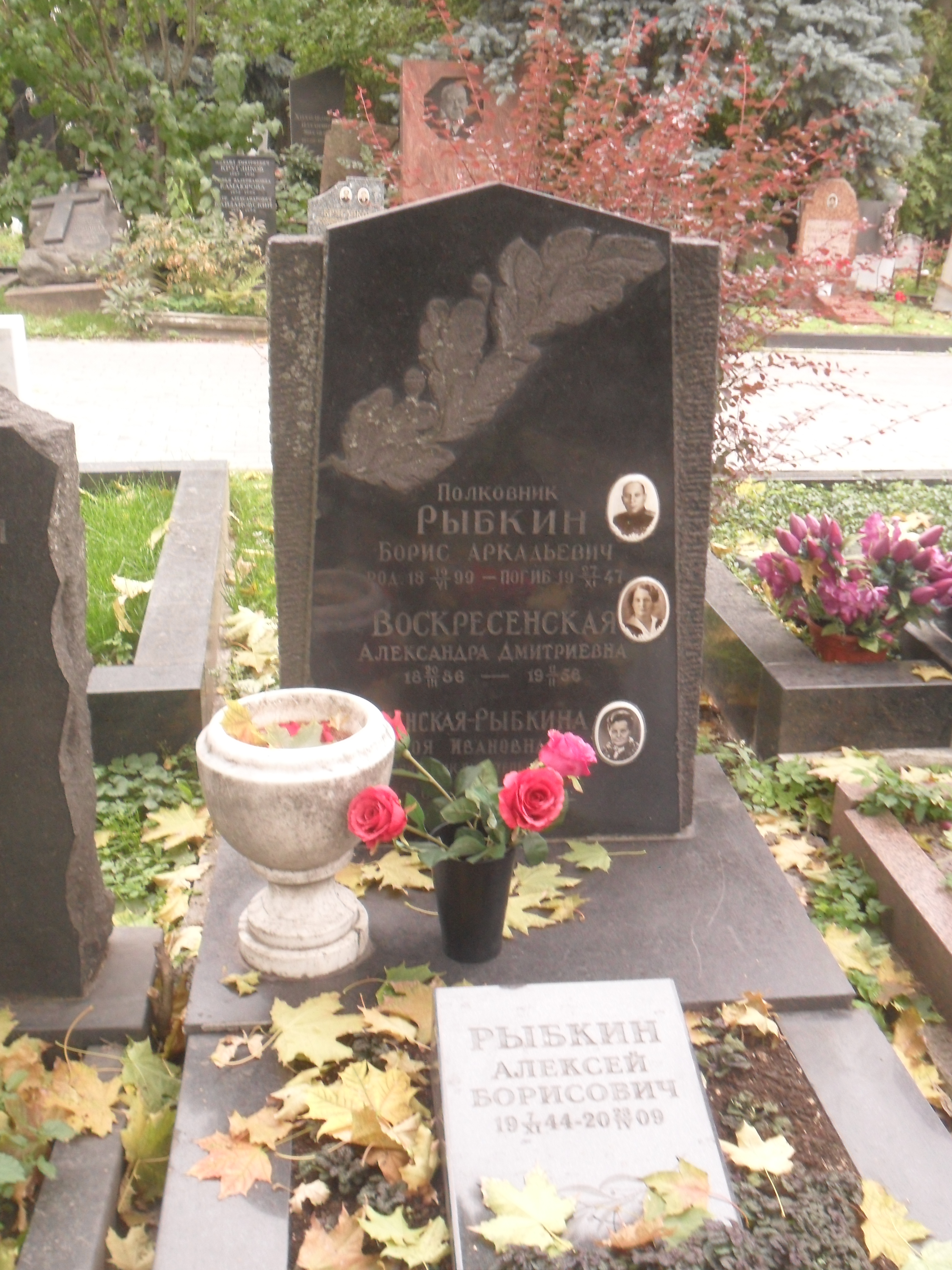
Могила Рибкіна на Новодівичому цвинтарі Москви

Боріс Аркадійович Рибкін (Борух Аронович Ривкін; (19 червня 1899 , Нововітебське, Херсонська губернія  — 27 листопада 1947 , Прага ) — радянський розвідник і дипломат.

## Біографія
Народився 19 червня 1899 року в селі Нововітебське Катеринославської губернії в сім'ї ремісника, закінчив комерційне училище.
У 1920 році вступив до Катеринославського гірничого інституту, де навчався до червня 1921 року. У жовтні 1920 — березні 1921 року служив набірником похідної друкарні політвідділу 2-го кінного корпусу на Південному фронті. У липні 1921 року мобілізований на роботу до Катеринославської ЧК. У червні 1922 року вступив до РКП(б). З 1923 року навчався в Центральній школі ОДПУ. У 1924—1929 роках — помічник начальника відділення Контррозвідувального відділу ОДПУ, потім помічник начальника Сталінградського окружного відділу ОДПУ.
З 1931 — представник Іноземного відділу (ІНВ) ОДПУ в повноважному представництві ОДПУ по Середній Азії в Ташкенті. Деякий час працював в Ірані під прикриттям посади співробітника закупівельної комісії Наркомзовнішторгу, потім віцеконсула в Мешхеді, також виїжджав у відрядження до Франції, Болгарії, Австрії. У 1934 році переведений на роботу в центральний апарат ІНВ, брав участь у розробці планів та здійсненні розвідувальних заходів.
У вересні 1935 року спрямований у Гельсінкі під оперативним псевдонімом «Кін», де працював (під прізвищем Ярцев) як легальний резидент ІНО під прикриттям посади консула, потім 2-го секретаря повпредства СРСР у Фінляндії, з квітня 1938 року Тимчасового повіреного у справах СРСР Фінляндії. Заступником резидента в Гельсінкі в цей час була З. І. Воскресенська (оперативний псевдонім — «Ірина»). Спочатку Воскресенська та Рибкін були у конфліктних відносинах, але через 6 місяців одружилися.
На початку квітня 1938 року Рибкін був викликаний до Радянського Союзу, де на особистій зустрічі з І. В. Сталіним отримав завдання — налаштувати фінське керівництво на укладання оборонного договору з СРСР, спрямованого на недопущення німецьких військ у разі війни на фінську територію, а також запропонувати обмін територіями. Досягти бажаних домовленостей із фінським керівництвом Рибкіну не вдалося, і в листопаді 1939 року почалася Радянсько-фінська війна. З початком війни Рибкін був відкликаний до Москви і призначений начальником 8-го відділення 5-го відділу Головного управління державної безпеки НКВС. Після створення НКДБ у лютому 1941 року було призначено начальником 4-го відділу 1-го управління НКДБ. У вересні 1941 року був направлений резидентом до Стокгольма під прикриттям посади радника місії, а потім посольства СРСР у Швеції.
Після повернення СРСР весною 1943 року виїжджав у спецвідрядження на Північний Кавказ, а в серпні зарахований у відділ «ДР» посаду заступника начальника 2-го відділу 4-го управління НКДБ СРСР. 1943 року Рибкіну присвоєно військове звання полковника державної безпеки. У 1944 році — начальник відділу 4-го управління НКДБ, на цій посаді займався закиданням нелегальної агентури та розвідувально-диверсійних груп до окупованих гітлерівцями країн Східної Європи. У лютому 1945 року офіцер зв'язку зі службами безпеки союзників на Ялтинській конференції керівників трьох великих держав.
З лютого 1947 служив у відділі «ДР» (Спецслужба) МДБ СРСР, яким керував П. А. Судоплатов. Виїжджав до Туреччини та інших країн для відновлення зв'язку з нелегальною агентурою на Близькому Сході та Східній Європі та здійснення оперативних заходів. Під час спеціального відрядження до Чехословаччини загинув в автокатастрофі під Прагою. Обставини катастрофи залишилися нез'ясованими. Зоя Воскресенська не вірила у випадковість загибелі чоловіка, але провести самостійне розслідування їй не дозволили.

## Нагороди
- Орден Червоного Прапора;
- Орден Червоної Зірки;
- Орден Вітчизняної війни 2-го ступеня;
- Орден «Знак Пошани»;
- Почесний працівник ВНК-ДПУ;
- Заслужений працівник НКВС;
- Маузер із написом «За нещадну боротьбу з контрреволюцією».